# Tonight (singolo Don Diablo)
Tonight è un singolo del DJ e cantante olandese Don Diablo, pubblicato il 2016 dalla Universal music group.il drop del singolo è stato poi ripreso nella canzone comica del 2017 dal titolo "Mooseca" cantata, scritta e diretta da Enrico Papi con la collaborazione del dj torinese Danti.